# Графи Тускулумські
Графи Тускулумські (італ. Conti di Tuscolo), Теофілакти — один з наймогутніших родів Італії X–XII століть, упродовж X–XI століть висунув кількох пап і антипап, контролював державну політику.

## Походження роду
Родоначальником династії був Теофілакт, граф Тускулумський (коміт Тускулум). Його походження незрозуміле, можливо мав германське чи візантійське коріння. Командував військовими силами Рима. 901 року він вперше згадується як сенатор Рима й довірена особа Людовика Прованського, імператора Римської імперії. Можливо, мав родинні зв'язки з папою Сергієм III.
Історія ранніх поколінь родини, а також деяких гілок пізнього часу, ясно не простежується. Вчені припускають декілька варіантів реконструкції родословного дерева.

## Історія
Узявши на початку X століття контроль над владою в Римі, графи Тускулумські створили формулу, яка дозволила дуалізм цивільної та релігійної влади в Святому місті: один із членів родини ставав папою (релігійний лідер), а інший консулом (цивільний лідер). При цьому було прийнято, щоб папа обирався зі знаті Рима (noble-papacy).
Дотримувались провізантійської та антинімецької політики. Влада цього роду була надзвичайною, зокрема, представниці першого та другого поколінь цієї родини — Феодора й Марозія — відповідальні за цілий період в історії папства, що має назву порнократія (володарювання блудниць), оскільки призначали папами своїх фаворитів і родичів. Після завершення цього періоду контроль над Римом вислизнув з їхніх рук та перейшов до одвічних суперників — клану Кресцентіїв.
Завершення впливу графів стало очевидним після початку правління Льва IX 1049 року. Саме їхнє володарювання призвело до реакції, відомої як григоріанська реформа. Подальші події (з 1062 року) підтвердили фундаментальні зміни в державних настроях. Графи почали підтримувати імператорів Священної Римської імперії проти римських реформаторів. З 1059 року папський декрет Миколая II закріпив нові правила обрання папи (конклав), тим самим поклавши край правилу «знатних пап».
Останнім графом Тускулумським був Ранульф, який помер 1179 року й віддав місто Тускулум і титул Папі Римському, проте, як вважається, його дядько Петро став родоначальником славетної у майбутньому родини Колонна.

## Список графів
1. Теофілакт I (до 864–924 чи 925)

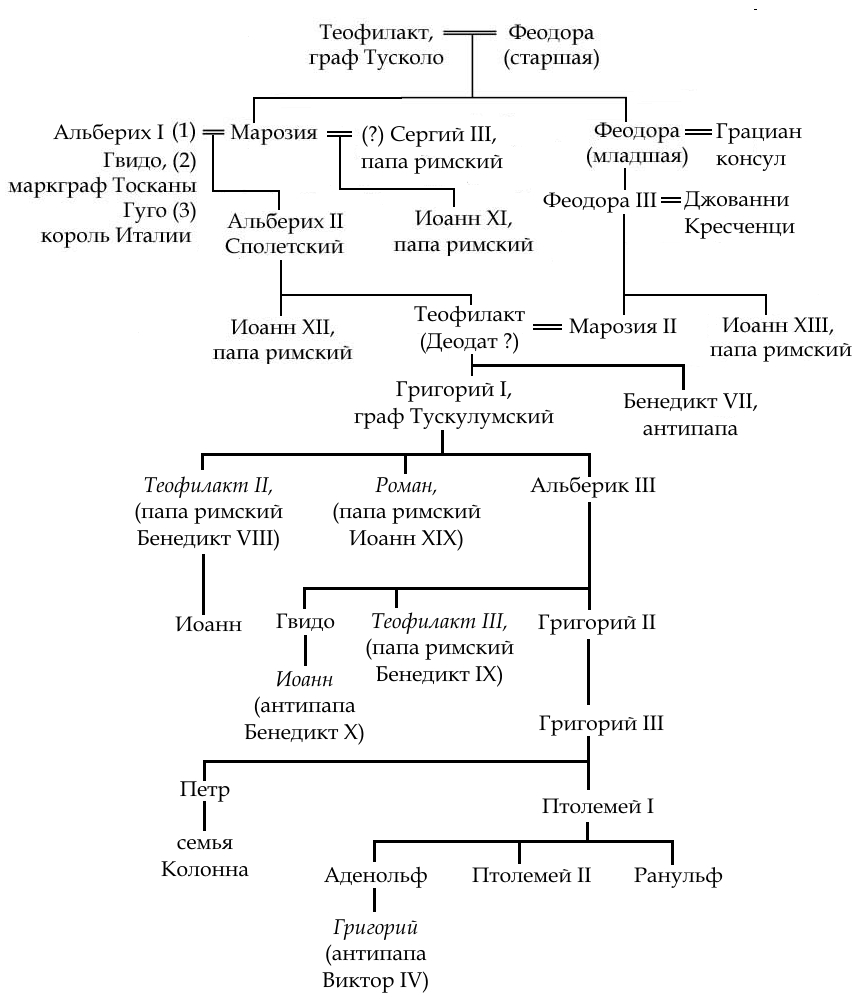
Реконсткруція родословного дерева графів Тускулумських.

2. Альберіх I Сполетський (пом. 924) — зять попереднього, чоловік Марозії, дочки Теофілакта
3. Альберіх II Сполетський (нар. 912), син, граф у 924–954 роках.
4. Григорій I, граф Тускулумський — син (чи онук) попереднього, граф близько 954–1012 років. Титули — Excellentissimus vir — Praefectus navalis; передав у дарунок Нілу Россанському землі майбутнього монастиря Гроттаферрата
5. Теофілакт II, син, граф до 1012 року, у 1012–1024 — папа римський
6. Роман, брат попереднього, граф у 1012–1024 роках, у 1024–1032 — папа римський. Титули — Consul et dux, senator.
7. Альберік III, граф Тускулумський, брат попереднього, граф у 1032–1045 роках. Титули — Imperialis palatii magister Consul et dux — Comes sacri palatii Lateranensis.
8. Теофілакт III, (нар. 1012), син, граф у 1024–1032 роках, з 1032 — папа римський (три терміни)
9. Григорій II, граф Тускулумський, брат попереднього, граф у 1044–1058. Титули — Consul, nobilis vir, senator Comes Tusculanensis.
10. Григорій III, граф Тускулумський, брат, граф у 1058 — бл.1108. Титули — Comes Tusculanensis Consul, illustris.
11. Птолемей I, граф Тускулумський, син, граф близько 1108–1126 років. Титули — Consul, comes Tusculanus.
12. Птолемей II, граф Тускулумський, син, граф у 1126–1153 роках. Співправитель з братом. Титули — Comes de Tusculano.
13. Ранульф, граф Тускулумський, брат попереднього, граф у 1153–1179 роках. Співправитель з братом. Титули — Nobilis vir, dominus.
14. Джионата, син Птолемея I, граф

## Список пап і антипап з роду Теофілактів
- Іван XI (931–935) — син Марозії
- Іван XII (955–964) — син Альберіка II
- Бенедикт VII (974–983) — антипапа, син Деодата (Давида)
- Бенедикт VIII — (1012–1024), колишній граф, син графа Григорія I
- Іван XIX — (1024–1032), колишній граф, брат попереднього
- Бенедикт IX — (1032–1048), колишній граф, син Альберіка III
- Бенедикт X — (1058–1059), антипапа, племінник попереднього, син Гвідо
- Віктор IV (другий) — антипапа, племінник графа Ранульфа